# Forsen
Hans Eli Sebastian Fors (* 16. prosince 1990 Umeå), známý pod pseudonymem Forsen, je švédský Twitch streamer. Streamování se věnuje od roku 2011. Proslavil se především vysíláním her StarCraft II a Hearthstone.

## Kariéra
Svou popularitu získal díky hraní a soutěžení ve videohře StarCraft II. Jeho popularita se více umocnila hraním online karetní hry Hearthstone a streamováním různých populárních her. Známou se rovněž stala jeho rivalita se streamerem xQc ve speedrunningu hry Minecraft.
Dále se nechvalně proslavil svou bouřlivou a mnohdy špatnou[ujasnit] fanouškovskou základnou. Ta je označována jako „Forsen Boys“ nebo „Forsen Bajs“ a má podíl na popularizaci řady internetových memů, například žabáka Pepeho a ugandského akčního filmu Who Killed Captain Alex?. Mimo to často provádějí tzv. stream sniping na Forsena, čímž se jeho komunita stala více kontroverzní.
V roce 2022 byl nominovaný na cenu The Streamer Awards za nejlepšího streamera Minecraftu. Cenu však nezískal.
V červnu 2024 měl na Twitchi 1,7 milionu sledujících.

## Ocenění a nominace
| Rok  | Ocenění             | Kategorie                     | Výsledek |
| ---- | ------------------- | ----------------------------- | -------- |
| 2022 | The Streamer Awards | nejlepší streamera Minecraftu | nominace |